# New London, Connecticut
New London je grad u američkoj saveznoj državi Connecticut. Prema popisu stanovništva iz 2010. u njemu je živjelo 27.620 stanovnika.